# Église Saint-Martin de Thiverval-Grignon
L'église Saint-Martin est une église catholique située à Thiverval-Grignon, en France.

## Localisation
L'église est située dans le département français des Yvelines, dans la commune de Thiverval-Grignon.

## Historique
Construite entre 1170 et 1230, elle appartenait à l'abbaye Notre-Dame de Coulombs. Le chœur, les absides et la tour remontent au XIIe siècle, et la nef du XIIIe siècle.
Elle a été restaurée en 1804, puis une nouvelle fois en 1952. À cette occasion, les traces de la rosace qui ornait la façade ouest ont été retrouvées. Des travaux de restauration sont encore entrepris en 1958, puis entre 2008 et 2011. 
L'édifice est classé au titre des monuments historiques par la liste de 1846.

## Description
Cet édifice orienté est construit sur plan en croix latine, composé d'une nef à trois vaisseaux et de cinq travées se terminant par un chevet semi circulaire.